# Vilaseca (ort i Spanien)
Vilaseca är en ort i Spanien.   Den ligger i provinsen Província de Barcelona och regionen Katalonien, i den östra delen av landet, 500 km öster om huvudstaden Madrid. Vilaseca ligger 536 meter över havet och antalet invånare är 17 305.
Terrängen runt Vilaseca är kuperad åt nordväst, men åt sydost är den platt. Runt Vilaseca är det ganska glesbefolkat, med 36 invånare per kvadratkilometer. Närmaste större samhälle är Vic, 14,6 km söder om Vilaseca. I omgivningarna runt Vilaseca växer i huvudsak blandskog.